# Marco Stella

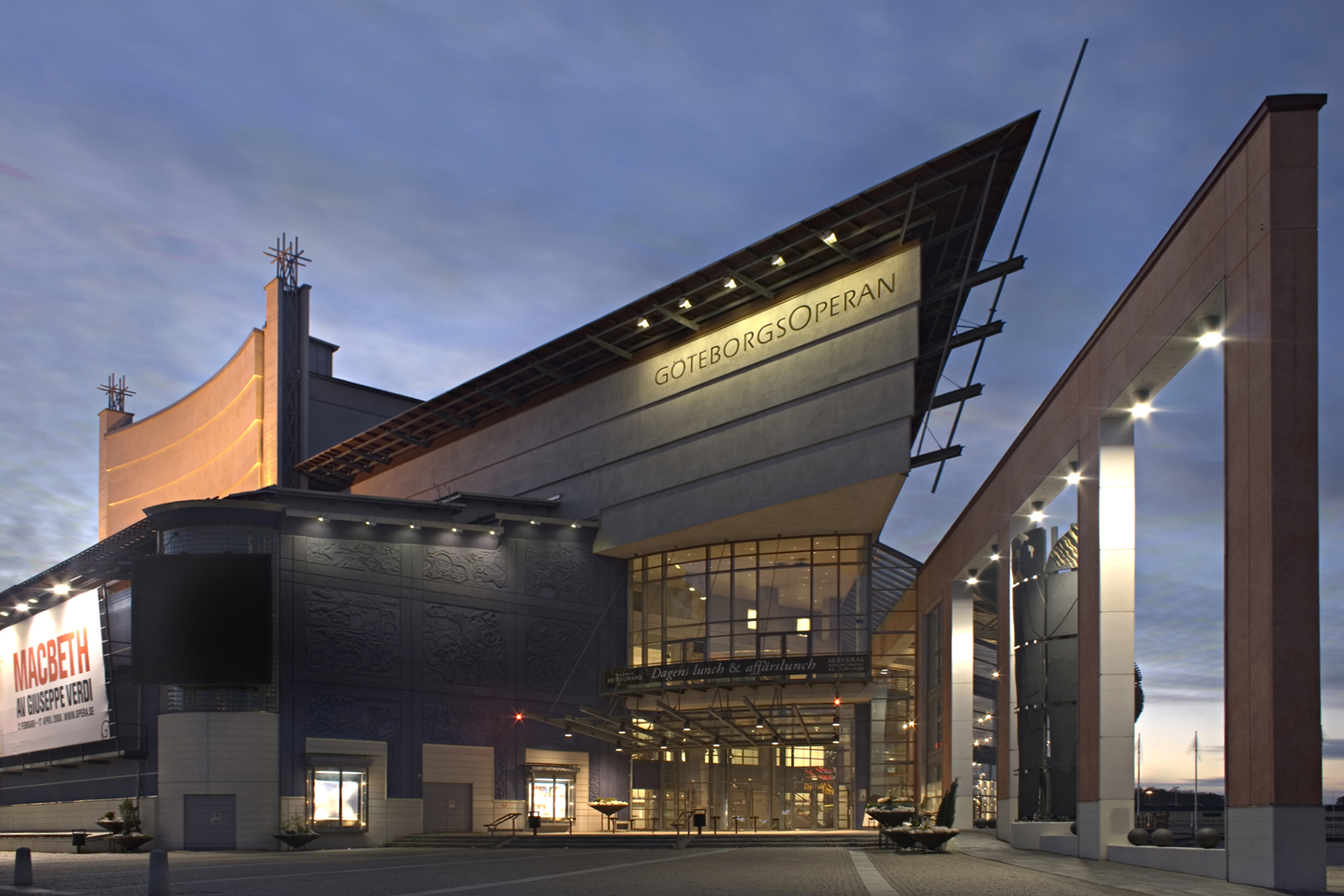
Göteborgsoperan där Marco Stella framträtt i ett flertal rollen.

Marco Stella, född 8 februari 1966 i Stockholm, bosatt i Ljungskile, är en svensk-italiensk operasångare – dramatisk baryton.

## Utbildning
Utbildad vid Grand Canyon University i Phoenix, USA och vid Teater- och Operahögskolan i Göteborg. 

## Karriär
Marco Stella har varit verksam vid Lübeckoperan, Kungliga Operan och GöteborgsOperan. På Helsingforsoperan har han sjungit tillsammans med  Dilber Yunus.  I juni 2013 gjorde han sin debut i Verdis Rigoletto i Cleveland, Ohio.
På GöteborgsOperan har Marco Stella bland annat sjungit Ping i Turandot, Leone i Verdis Attila (konsertant), Angelotti i Tosca, Polischef i Lady Macbeth från Mzensk, Gubetta i Lucrezia Borgia, Talaren i Trollflöjten, Melot i Tristan och Isolde, Pietro i Simon Boccanegra, Belcore i Kärleksdrycken och Förste Herden i Daphne samt Scarpia i Tosca. Till hösten 2017 återkom Stella till Göteborgsoperan. Denna gång i rollen som Joseph Buquet i musikalen Fantomen på Operan med premiär den 23 september.
Han har sjungit Fadern i Hans och Greta på Wermland Opera och Munken i Hallströms Hertig Magnus och sjöjungfrun i Vadstena. Han har turnerat med Barberaren i Sevilla, i rollen som Dr Bartolo, i Italien, Kroatien, Slovenien och Tyskland. Under åren 2002–05 var han anställd vid Theater Lübeck i Tyskland. Där sjöng han bland annat titelrollen i Gianni Schicchi, Truffaldino i Ariadne på Naxos samt Angelotti och Sakristanen i Tosca. 
Rollen som Angelotti i Tosca har han även sjungit på Kungliga Operan i Stockholm, Austin Lyric Opera i USA och Opera på Skäret. På Finlands Nationalopera har han sjungit Don Alfonsos roll i Così fan tutte. 
Marco Stella har varit solist i Carmina Burana med Göteborg Wind Orchestra i Kronhuset.

## Priser
- GöteborgsOperans Vänners stipendium 2018.[3]